# Източнофризийска овца
Източнофризийска овца е германска порода овце използвана за мляко. Тя е сред най-известните по света високомлечни породи овце.

## Разпространение
Породата е разпространена основно в Германия. Ценните млечни качества я правят популярна по цял свят, където е използвана както за отглеждане на чисти стада, така и за кръстосване с местни породи с цел подобряване на млечните им качества. Първият внос в България на източнфризийски овце е бил още през 1904 г. През втората половина на 20 век са внесени по-голям брой овце от породата. Отглеждани са чистопородни стада в района на Шумен. Източнофризийските овце са и една от основните породи създали т.нар. „Шуменски тип“ на представители от породата Синтетична популация българска млечна овца. В Израел източнофризийските овце участват при създаването на породата Асаф.

## История
Произходът на породата не е напълно установен. Смята се, че е аборигенна порода развила се като продукт на благоприятните крайморски райони на Фризия и системния подбор и отбор по млечност. Климатичните условия на Източна Фризия се характеризират с изобилни и правилно разпространени валежи през цялата година. Зимата е мека със слъби температурни колебания. Тези фактори осигуряват изобилна и сочна паша от ранна пролет до късна есен.

## Характеристика
Средното тегло на овцете-майки е в рамките на 65 до 85 kg, а на кочовете от 75 до 110 kg. Агнетата се раждат с тегло 3,5 - 4 kg. Източнофризийската овца е едра, главата е гола, дълга и суха. Профилът и е овнешки, а черепът е със силно изпъкнали очни орбити. Очите са големи и живи, ушите са дълги, остри, хоризонтално поставени и насочени леко напред. Тялото е компактно и хармонично, а гръбната линия е права, крупата е слабо наведена. Овцете и кочовете са безроги. Опашката е средно дълга и гола. Коремът е обемист, но не е увиснал. Слабо зарунен е, а краката са дълги, със здрави копита и правилна постановка, обраснали с покривни косми. Мускулатурата е слабо развита, а костната система е нежна, но изградена от здрави и плътни кости. Вимето е добре развито, симетрично и завършва с добре развити цицки. Овцете са бели с тъмни петна по лицевата част и края на ушите.
Предназначението на източнофризийската овца е главно за мляко. При 160 - 200 дневен лактационен период средната млечност на овцете е 650 - 679 литра, с 6,6% масленост на млякото, а за доен период е 450 - 500 литра. При овцете е слабо развит стадния инстинкт поради факга, че в родината си са отглеждани на малки групи от по няколко индивида.
Средният вълнодобив на овцете-майки е 3 - 3,5 kg, а на кочовете 5 - 6 kg при рандеман 65%. Вълната е полугруба с едри къдрици от 48 до 44 качество, с дължина на влакната 15 - 18 cm.
Плодовитостта е много висока. От 100 овце-майки се получават по 200 и дори повече агнета като са чести случаите една овца ражда по 3 агнета. Овцете са много взискателни към пашата и режима на хранене. Ако не се осигурят богати пасища, чувствително намалява продуктивността на представителите.